# Michał Fostowicz-Zahorski
Michał Fostowicz-Zahorski (ur. 14 stycznia 1948 w Warszawie, zm. 18 grudnia 2010 w Międzygórzu) – polski pisarz, poeta, tłumacz, malarz.

## Życiorys
Uzyskał doktorat na Wydziale Filologicznym Uniwersytetu Wrocławskiego w 1997 r. W Instytucie Sztuk Pięknych na Uniwersytecie Zielonogórskim wykładał m.in. filozofię i historię sztuki. Był redaktorem kłodzkiej Witryny Artystów i „Stronicy Śnieżnickiej” oraz współredaktorem czasopisma literacko-artystycznego „Rita Baum”, przewodniczącym Kłodzkiego Klubu Literackiego do 2010.

## Publikacje
- Posłowie, Ossolineum, Wrocław 1980[4]
- Genealogia, Witryna Artystów, Kłodzko 1982
- Schronienie, Ośrodek Teatru Otwartego OTO „Kalambur”, Wrocław 1985[4]
- Owoc ja, Wydawnictwo Dolnośląskie, Wrocław 1990, ISBN 83-7023-057-1.
- Wolna miłość, Kłodzki Ośrodek Kultury, Witryna Artystów, Kłodzko 1996, ISBN 83-904567-0-2.
- Rewolucja, Usługi Wydawnicze Ernest Dyczek, Wrocław 2000, ISBN 83-911706-3-2.
- Poezja jako światopogląd, Uniwersytet Zielonogórski, Zielona Góra 2003
- Świat bez prawdy: poezja jako światopogląd, Oficyna Wydawnicza Uniwersytetu Zielonogórskiego, Zielona Góra, 2003, ISBN 83-89321-81-5, II wyd. rozszerzone 2010
- Boska analogia. William Blake a sztuka starożytności, słowo/obraz terytoria, Gdańsk 2008, ISBN 978-83-7453-812-1[5]

## Przekłady
- Lao Tsy, Droga, 1982
- Lao Tsy, Droga, wydanie kompletne, Witryna Artystów, Kłodzko 1984

- Henryk Skolimowski, Z kosmicznego pyłu, wybór M. Fostowicz-Zahorski, Kłodzki Klub Literacki, Kłodzko 1991
- Eugen Herrigel, Droga Zen, Thesaurus-Press, Wrocław 1992, ISBN 83-900251-2-4.
- Kurz zen, mała antologia japońska, wybór i red. M. Fostowicz-Zahorski, Thesaurus Press, Wrocław 1992, ISBN 83-900251-6-7.
- Jiddu Krishnamurti, Szkoła zrozumienia, Thesaurus-Press, Wrocław 1992, ISBN 83-900251-5-9.
- Bodhidharma. Kazania, Pracownia „Borgis”, Wrocław 1997, ISBN 83-87129-20-8.
- William Blake, Wieczna Ewangelia, wybór pism, opracowanie M. Fostowicz, tł. wspólnie z Zygmuntem Krukowskim, Pracownia „Borgis”, Wrocław 1998, ISBN 83-87129-45-3.
- Lao Tsy, Droga, Rękodzielnia „Arhat”, Wrocław 2001, ISBN 83-85538-15-1.
- Wiersze i pisma Williama Blake’a, Miniatura, Kraków 2007, ISBN 978-83-7081-890-6[6].

## Inne
- Chwila przed wierszem, wybór, wstęp i układ tekstów Michał Fostowicz, Kłodzki Klub Literacki, Kłodzki Ośrodek Kultury, Kłodzko 1989[7]